# Ellen Crocker
Ellen (Nelly oder Nellie) Crocker (* 1872 in Stogumber, Somerset; † 1962 in Maida Vale, London) war eine britische Suffragette. Sie war eine Cousine von Emmeline Pethick-Lawrence.

## Leben
Ellen Crocker wurde als Tochter eines Arztes geboren und sie hatte eine Schwester, Emma.
1906 war Crocker eine überzeugte Anhängerin der Liberalen Partei und Sekretärin der Wellington's Women's Liberal Association. Ein Jahr später verließ sie die Partei desillusioniert und distanzierte sich von der liberalen Regierung H. H. Asquiths, weil „sie die Frauen verfolgt“, um sich der Kampagne der Women’s Social and Political Union (WSPU) für das Frauenwahlrecht anzuschließen, um nicht als „Verräterin ihres Geschlechts“ zu enden.
Crocker sprach auf der Gründungsversammlung des Bath-Zweiges der WSPU und war die erste inhaftierte Suffragette, die im Eagle House der Familie von Mary Blathwayt übernachtete und schließlich bei einem späteren Besuch im Februar 1911 einen Baum – in ihrem Falle eine Pracht-Tanne – pflanzte, um an ihr Leiden in der Haft zu erinnern.
Crocker war dabei, um mit Emmeline Pankhurst, Nellie Martel, Rachel Barratt und Aeta Lamb bei den Nachwahlen in Mid-Devon 1908, einem seit den späten 1880er Jahren streng liberalen Sitz, gegen die Liberalen zu kämpfen. Während der Wahlkampfveranstaltungen in Newton Abbot kam es zu Zwischenfällen, bei denen „jugendliche Raufbolde“ den Lastwagen, auf dem sich die Frauen befanden, umdrehten und damit drohten, sie von der Ladefläche zu kippen, und sich auch unflätiger Worte bedienten. Die Liberalen verloren den Sitz, und die Suffragetten wurden beschuldigt, die Stimmen der Liberalen zu spalten. Sie unterstützte WPSU-Kampagnen bei sieben Nachwahlen, wobei sie einmal auch einen Fahrer mit einer Eisenstange zum Schutz in ihrem Fahrzeug hatte. Das Museum of London besitzt eine Postkarte von Crocker mit Theresa Garrett, Gladys Roberts und Edith New bei Nachwahlen in Hawick.

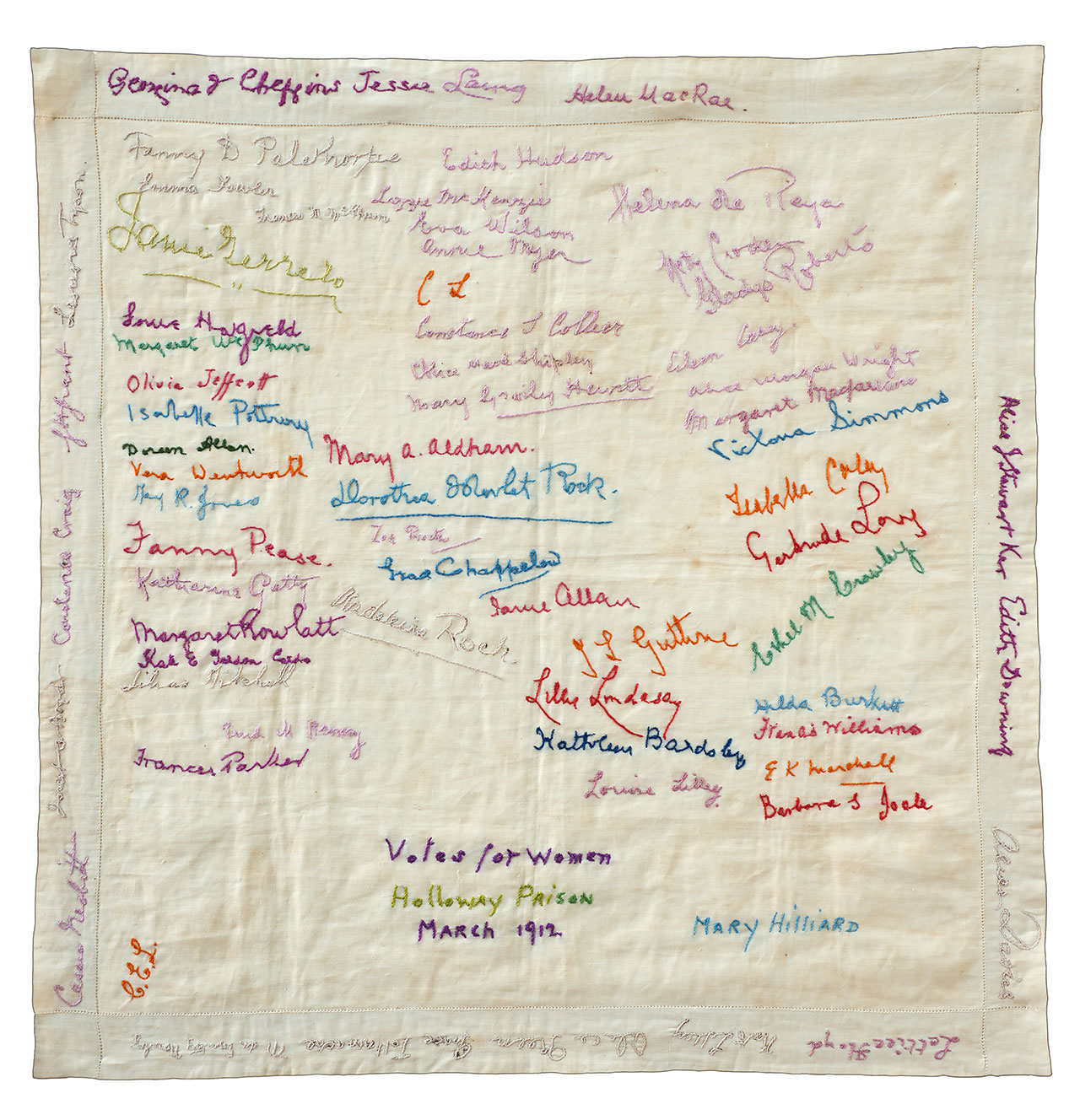
The Suffragette Handkerchief, März 1912, Crockers Name oben rechts, dritte Zeile

Crocker war eine der Hauptrednerinnen auf einer Kundgebung im Hyde Park im Jahr 1908 und wurde in diesem Jahr vier Tage inhaftiert.
Im Jahr 1909 war sie Organisatorin der WPSU-Zweigstelle Yorkshire-Sheffield und dann in der Region Nottingham. 1909 wurde sie zusammen mit anderen Aktivistinnen unter anderem im House of Commons und bei einem Treffen mit Winston Churchill in Leicester festgenommen. Sie trat vier Tage lang in den Hungerstreik und wurde im Gefängnis zwangsernährt.  Im Gefängnis hatte sie nur die Bibel und ein Buch mit dem Titel How to have a Happy Home and Keep It zum Lesen. Ein anderes Mal kritisierte sie den Gefängnisdirektor, weil er seinen Hut nicht abnahm, um sie anzusprechen.
Crocker wurde acht Mal wegen ihres Engagements für die Suffragetten verhaftet und kam am 1. März 1912 für drei Monate in das Holloway Prison, wo sie schwere Zwangsarbeit leisten musste. Verurteilt worden war sie, weil sie und Nellie Taylor die Fenster des Postamts in der King’s Road eingeschlagen zu haben. Vor dem Gericht hatte sie erklärt, ihre Aktionen würden sich gegen die Brutalität der Polizei seit den Ereignissen des Schwarzen Freitags wenden. Auch im Holloway Prison trat Crocker in den Hungerstreik und wurde zwangsernährt. Ihre Unterschrift gehörte zu den Unterschriften, die auf dem sogenannten „Suffragetten-Taschentuch“ genäht wurden. Während ihrer Zeit im Holloway Prison nahm Crocker an dem Theaterstück An Allegory von Vera Wentworth teil und spielte die Rolle „Fear“.
Crocker verließ die Women’s Social and Political Union (WSPU), als ihre Cousine Emmeline Pethick-Lawrence und ihr Ehemann Frederick Pethick-Lawrence, 1. Baron Pethick-Lawrence nach Differenzen mit Emmeline Pankhurst und deren Töchtern über die Frage von gewalttätigen Aktionen aus der WPSU ausgeschlossen wurden.
Crocker schrieb ihre Memoiren Incidents in the Women's Suffrage Campaign und schenkte sie 1949 dem Girton College in Cambridge. Darin schrieb sie:

„Modern young women seem unaware of the price paid for their political and social emancipation and modern historians have greatly ignored the struggles“

„Moderne junge Frauen scheinen sich des Preises nicht bewusst zu sein, der für ihre politische und soziale Emanzipation gezahlt wurde, und die modernen Historiker haben die Kämpfe weitgehend ignoriert.“

Crocker starb 1962 und hinterließ den Rest ihres Vermögens der Suffragette Fellowship.